# Druju
Druju is een bestuurslaag in het regentschap Malang van de provincie Oost-Java, Indonesië. Druju telt 10.914 inwoners (volkstelling 2010).